# Gorenja Stara vas
Gorenja Stara vas – wieś w Słowenii, w gminie Šentjernej. W 2018 roku liczyła 97 mieszkańców.